# HMS Goliath (1898)
Pour les autres navires du même nom, voir HMS Goliath.
Le HMS Goliath est un cuirassé pré-Dreadnought de classe Canopus de la Royal Navy.

## Histoire
Le navire est mis en service le 27 mars 1900 par le capitaine Lewis Edmund Wintz pour servir dans la China Station, où il subit un radoub à Hong Kong de septembre 1901 à avril 1902. Le capitaine Frank Hannam Henderson est nommé commandant le 11 juillet 1902. Il quitte la China Station en juillet 1903 et rentre au Royaume-Uni, où il est dans la réserve commandée dans le Chatham Dockyard le 9 octobre 1903. Le Goliath subit un radoub de Palmers de janvier à juin 1904, puis participe à des manœuvres plus tard dans l'année. Le 9 mai 1905, il relève son sister-ship Ocean pour la China Station. Cependant, la Grande-Bretagne et le Japon ratifient un traité d'alliance pendant son voyage aller, permettant à la Royal Navy de réduire sa présence en Chine et rappelle tous les cuirassés de ces eaux ; lorsque le Goliath atteint Colombo en juin 1905, il est rappelé et est attachée à la Mediterranean Fleet. En janvier 1906, il est transféré à la Channel Fleet.
Après avoir été équipé d'un contrôle de tir, le Goliath est transféré à la division de Portsmouth de la Home Fleet le 15 mars 1907. Il subit une révision des machines d'août 1907 à février 1908. À la fin de son radoub, le Goliath rejoint le 4 février 1908 pour la Mediterranean Fleet. Au cours de son voyage à Malte, l'un de ses arbres d'hélice se fracture, il faut une période de réparation de quatre mois avant de pouvoir commencer son service. Le 20 avril 1909, il arrive à Portsmouth. Deux jours plus tard, le Goliath est remis en service pour servir dans la 4e division, Home Fleet, dans le Nore. Au cours de ce service, il est réaménagé à Chatham en 1910-1911 et envoyé à Sheerness. En 1913, il est mis sous cocon et rejoint la 3e flotte.
Lorsque la Première Guerre mondiale éclate en août 1914, le Goliath est affecté à la 8e escadre de combat de la Channel Fleet, opérant à partir de Devonport. Il est envoyé au loch Ewe comme navire de garde pour défendre le mouillage de la Grande Fleet, puis couvre le débarquement du bataillon de marine de Plymouth à Ostende, en Belgique, le 25 août 1914. Pour cette opération, lui et trois autres cuirassés, Vengeance, Prince George et Caesar, un croiseur protégé et six destroyers escortent les navires de troupes ; au même moment, des éléments de la Grande Fleet attaquent la ligne de patrouille allemande au large de Heligoland pour occuper la Hochseeflotte.
Le Goliath est transféré à l'East Indies Station le 20 septembre pour soutenir les croiseurs en service de convoi au Moyen-Orient, escortant un convoi de l'Inde vers le golfe Persique et l'Afrique orientale allemande jusqu'en octobre. Cela comprend un important convoi de troupes qui quitte l'Inde le 16 octobre, en compagnie du cuirassé Swiftsure. L'arrivée du Goliath permet aux croiseurs qui avaient été occupés à escorter des convois de se joindre à la chasse au croiseur léger allemand SMS Königsberg. Le croiseur allemand, après avoir coulé le croiseur britannique Pegasus lors de la bataille de Zanzibar, est piégé par trois croiseurs britanniques dans le delta du fleuve Rufiji fin octobre. Le Goliath arrive peu de temps après et devait rejoindre le blocus du delta, mais la nouvelle de la défaite britannique à la bataille de Coronel le 1er novembre force l'Amirauté à transférer le Goliath en Afrique du Sud, car on craint que l'escadre allemande d'Extrême-Orient ne puisse attaquer la colonie après son entrée dans l'Atlantique sud. Cependant le Goliath a des problèmes de moteur à son arrivée à Mombasa, au Kenya, et ne peut pas se rendre en Afrique du Sud, et à la place, le croiseur blindé Minotaur est envoyé à sa place. Après que ses moteurs sont réparés, le Goliath reprend sa mission précédente avec la force de blocus au delta de Rufiji.
En novembre, le Goliath tente de s'approcher suffisamment pour neutraliser le Königsberg, mais l'eau est trop peu profonde pour lui permettre de se trouver à portée du croiseur. Il bombarde alors Dar es Salaam les 28 et 30 novembre. Pour cette opération, le commandant Henry Ritchie, l'officier exécutif du Goliath, recevra la Croix de Victoria. Le Goliath et le croiseur protégé Fox détruisent la résidence du gouverneur colonial ; le deuxième bombardement s'est avéré moins efficace. Le Goliath subit un radoub à Simonstown, en Afrique du Sud, de décembre 1914 à février 1915. Il retourne ensuite dans le delta du Rufiji le 25 février, car il semble d'après les activités allemandes que le commandant du Königsberg a l'intention d'attaquer bientôt. Pendant cette période, le Goliath bombarde les positions allemandes à Lindi, mais elle n'a aucune action avec le Königsberg. Le 25 mars, le Goliath reçoit l'ordre de se rendre en Méditerranée pour participer aux opérations au large des Dardanelles, sa place étant prise par le croiseur protégé  Hyacinth ; le cuirassé quitte les eaux est-africaines une semaine plus tard, le 1er avril.
À son arrivée en mer Égée, le Goliath rejoint la première escadre, qui comprend sept autres cuirassés et quatre croiseurs, et est commandé par le contre-amiral Rosslyn Wemyss. La première escadre est chargée de soutenir le débarquement au cap Helles, qui a lieu le 25 avril. Le matin du débarquement, le Goliath prend position au large de la plage Y, à 4 km au large pour fournir un appui au tir. Les croiseurs protégés Sapphire et Amethyst se rapprochent, les trois navires ouvrent le feu vers 5 heures, signalant le début de l'attaque. Les Ottomans ne font aucune tentative pour perturber le débarquement, les forces alliées ayant lancé avec succès une attaque surprise. En fin de journée, cependant, une contre-attaque ottomane a lieu à Alçıtepe pour menacer le flanc britannique, mais les tirs du Goliath et des croiseurs interrompent l'attaque. Cette nuit-là, les Ottomans lancent une nouvelle contre-attaque, cette fois contre le centre de la ligne britannique, qui est repoussée. Quand le soleil se lève, le Goliath et les croiseurs, renforcés par les croiseurs Talbot et Dublin, bombardent les Ottomans, les forçant à nouveau à battre en retraite.
Le matin du 26 avril, les soldats blessés sont transportés hors de la plage, d'abord vers le Goliath et les croiseurs au large. Une mauvaise communication avec les hommes à terre conduit à un effort d'évacuation involontaire et plus important. Au cours de l'action, il subit des dommages dus aux coups de feu des forts ottomans et des batteries côtières. Plus tard dans la journée, l'ordre est rétabli à terre et les troupes alliées peuvent occuper Sedd el Bahr. Les Alliés débarquent des renforts, ce qui permet à l'avance de pousser vers Alçıtepe le 27 avril. Le Goliath et plusieurs autres cuirassés bombardent les défenses ottomanes autour de la ville pour soutenir l'attaque, qui commence le lendemain matin vers 10 heures. Le Goliath se déplace aussi près que possible du rivage, pour utiliser tous ses canons à très courte portée. Malgré l'appui-feu lourd, les troupes alliées sont incapables de déloger les défenseurs ottomans, la première bataille de Krithia se termine par une défaite alliée. Le Goliath est de nouveau endommagé par des canons ottomans le 2 mai.
À la mi-mai, la flotte alliée avait mis au point une rotation de deux cuirassés en station au large de Gallipoli chaque nuit pour soutenir les troupes retranchées dans la péninsule. Dans la nuit du 12 au 13 mai, le Goliath est en poste avec le cuirassé Cornwallis. Les deux navires sont amarrés dans la baie de Morto, avec le Goliath devant le Cornwallis ; cinq destroyers patrouillent dans la zone contre les torpilleurs ottomans. Le destroyer ottoman Muâvenet-i Milliye sorti tard le 12 mai sous le couvert d'une nuit sans lune. En fumant très lentement, les Ottomans passent devant les patrouilles de destroyers vers 1 heure le 13 mai. Quinze minutes plus tard, des vigies à bord du Goliath repèrent le Muâvenet-i Millîye et lancent un défi ; les Ottomans répondent au défi mais augmentent très vite leur vitesse et lancent trois torpilles sur le Goliath. Les Britanniques ouvrent le feu, mais ne réussissent à tirer que trois coups avant que la première torpille ne frappe le navire. Deux torpilles frappent presque simultanément, la première au niveau de sa tourelle avant et la seconde par le travers de l'entonnoir avant, provoquant une grande explosion. Le Goliath commence à chavirer presque immédiatement et est allongé sur le côté lorsqu'une troisième torpille frappe à côté de la tourelle. Le Muâvenet-i Millîye accélère et s'échappe indemne dans l'obscurité alors que les autres navires de guerre britanniques se rassemblent pour sauver les survivants du Goliath. Quelque 570 hommes, sur un équipage de 750, meurent dans le naufrage, dont le commandant du navire, le capitaine Thomas Shelford.
L'épave repose à l'envers à une profondeur de 63 m et est en grande partie enterrée dans les sédiments. Seule une partie de la coque, gravement mutilée par l'explosion, et une de ses hélices  sont visibles.